# Djurås (zuidelijk deel)
Djurås (zuidelijk deel) (Zweeds: Djurås (södra delen)) is een småort in de gemeente Gagnef in het landschap Dalarna en de provincie Dalarnas län in Zweden. Het småort heeft 111 inwoners (2005) en een oppervlakte van 30 hectare. Het småort bestaat uit het zuidelijke deel van de plaats Djurås.